# بيتر إينغ
بيتر إينغ هو لاعب هوكي الجليد كندي، ولد في 28 أبريل 1969 في تورونتو في كندا.

## وصلات خارجية
- بيتر إينغ على موقع دوري الهوكي الوطني (الإنجليزية)
- بيتر إينغ على موقع EliteProspects.com (الإنجليزية)
- بيتر إينغ على موقع HockeyDB.com (الإنجليزية)
- بيتر إينغ على موقع Hockey-Reference.com (الإنجليزية)